# Wisdom (Montana)
Wisdom – jednostka osadnicza w Stanach Zjednoczonych, w stanie Montana, w hrabstwie Beaverhead.